# Du und mancher Kamerad
Pour plus de détails, voir Fiche technique et Distribution.
Du und mancher Kamerad (en français Toi et quelques camarades) est un film de montage documentaire est-allemand réalisé par Annelie Thorndike et Andrew Thorndike sorti en 1957.

## Synopsis
Le film retrace 60 ans d'histoire allemande, à partir des années 1890, en utilisant principalement du matériel cinématographique documentaire. Les deux guerres mondiales sont présentées comme des événements marquants. Le film détaille également les situations sociales avant, entre et après les guerres mondiales.

## Fiche technique
- Titre : Du und mancher Kamerad
- Réalisation : Annelie Thorndike, Andrew Thorndike
- Scénario : Annelie Thorndike, Andrew Thorndike, Karl Eduard von Schnitzler
- Dialogues : Karl Eduard von Schnitzler, Günther Rücker (de)
- Musique : Paul Dessau
- Photographie : Kurt Stanke (de), Waldemar Ruge (nouveaux enregistrements), Walter Fuchs, Joachim Lubnau (restauration), Ernst Kunstmann (de), Vera Kunstmann (photos modèles), Rudolf Ehrlich, Harry Kadoch (graphiques et reproductions photographiques)
- Son : Georg Gutschmidt, Günter Lambert, Rolf Rolke, Kurt Wolfram
- Montage : Ella Ulrich
- Production : Hans-Joachim Funk
- Société de production : DEFA Studio für Wochenschau und Dokumentarfilme (Berlin-Johannisthal/Ost)
- Société de distribution : Progress Film-Verleih
- Pays de production :  Allemagne de l'Est
- Langue : allemand
- Format : Noir et blanc - 1,33:1 - mono - 35 mm
- Genre : Documentaire
- Durée : 103 minutes
- Dates de sortie :
  - Allemagne de l'Est : 31 août 1956
  - Union soviétique : 1er février 1957
  - Hongrie : 23 janvier 1958

## Distribution
- Mathilde Danegger : narratrice
- Gerry Wolff : narrateur

## Production
La durée de production est de deux ans. Une cinquantaine d'employés travaillent sur le film sous la direction des réalisateurs. Au cours de la recherche sur le film, un million et demi de mètres de films sont visionnés, ce qui correspond à une durée de tournage de plus de 910 heures à vitesse de lecture normale.
Walter Fuchs et Joachim Lubnau travaillent à la restauration et  Rudolf Ehrlich et Harry Kadoch à la reproduction des matériaux originaux.
Quatre millions de spectateurs voient le film, dont 1,5 lors du mois de septembre. Le film est diffusé dans une cinquante de pays et traduit en huit langues. En France, il est diffusé auprès d'un cercle restreint et politisé du Parti communiste français.